# Cortaderia hapalotricha
Cortaderia hapalotricha är en gräsart som först beskrevs av Pilg., och fick sitt nu gällande namn av Hans Joachim Conert. Cortaderia hapalotricha ingår i släktet Cortaderia, och familjen gräs. Inga underarter finns listade i Catalogue of Life.